# Зинкино
Зинкино — деревня в Ермаковском сельском поселении Пошехонского района Ярославской области.

## География
Деревня расположена на севере региона, на правом берегу реки Маткома, в шести километрах от деревни Гаютино. Рядом с деревней протекает ручей Камбуй, впадающий в реку Маткома. За деревней располагается урочище Иван.

## История
До 1929 года Гаютино входило в Хмелевскую (с 1921 года — Володарскую) волость Пошехонского уезда Ярославской губернии.
С 1941 года входит в Пошехоно-Володарский (с 1991 года — Пошехонский) район.

## Население
| 2007 | 2010 |
| ---- | ---- |
| 51   | ↘45  |

### Историческая численность населения
По состоянию на 1859 год в деревне было 6 домов и проживало 40 человек.
Согласно результатам переписи 1897 года в деревне было прописано 25 мужчин и 26 женщин.
По состоянию на 1901 год в деревне было 11 дворов.

### Национальный и демографический состав
Согласно результатам переписи 2002 года, в национальной структуре населения русские составляли 100 % из 56 чел., из них 26 мужчин, 30 женщин.
Согласно результатам переписи 2010 года население составляют 19 мужчины и 26 женщины.

## Инфраструктура
Основа экономики — личное подсобное хозяйство. По состоянию на 2020 год большинство домов используется жителями для постоянного проживания и проживания в летний период. Имеется ФАП, дом культуры (фактически находится в деревне Данилково), библиотека, отделение почтовой связи №152854 (открыто в 2022 году). Несколько раз в неделю приезжает автолавка. 
В советское время существовала ферма (ныне разрушена).
Почтовое отделение №152854, расположенное в деревне Данилково, на август 2023 года обслуживает 31 дом.
Образование
В советское время действовала школа, построенная в 1972 году как начальная. В неё перешли ученики из Елеховской и Воскресенской начальных школ. В 1983—1984 годах из Патрина была перевезена восьмилетняя школа, пристроенная к зданию начальной. В эти же годы школа получила статус основной общеобразовательной. Закрыта в 2006 году. Деревянное здание сгорело в пожаре, кирпичное законсервировано.
Ближайшая школа находится в селе Гаютино.
Культура
- Обелиск славы погибшим воинам в Великой Отечественной войне[10]

## Транспорт
Зинкино расположено в 5,5 км к северу от деревни Гаютино, расположенной на асфальтированной дороге Р104 «Сергиев-Посад — Череповец». От Гаютино до Зинкино идёт грунтовая дорога.
В советское время Зинкино обслуживалось и авиационным транспортом (ежедневно, кроме вторника). Малая авиация работала с аэродром Левцово.
Ежедневно два раза в день ходит автобус № 119 Пошехонье — Зинкино (конечная у магазина деревни Данилково).

## Фотогалерея
- Зинкинская СОШ
- Обелиск славы погибшим воинам в Великой Отечественной войне
- Въезд в деревню Зинкино и дорога к деревне Голодяйка
- Заброшенная баня
- Дом №9
- Вид на дома №12, 10